# Zieria montana
Zieria montana är en vinruteväxtart som beskrevs av J.A.Armstr.. Zieria montana ingår i släktet Zieria och familjen vinruteväxter. Inga underarter finns listade i Catalogue of Life.